# 水瀬きい
水瀬 きい（みなせ きい、旧芸名：野中一希〔のなか かずき〕、1993年9月17日 - ）は、日本の女性モデル、グラビアアイドル、元レースクイーンである。
大阪府出身。株式会社ダンドル所属。関西学院大学法学部中退

## 略歴
2013年1月、鈴鹿サーキットクイーンのオーディションを受け、応募者数100名の中から35期生に選ばれる。
2015年3月サーキットクイーン卒業後、イー・スマイルとタレント契約を結び、「水瀬きい」の芸名を名乗る。2015年、「LEXUS TEAM SaRDイメージガール」として、SUPER GTとスーパー耐久の2カテゴリーでレースクイーン活動を行う。
2015年〜、フォーミュラ１（F１）やFIM世界耐久選手権にて日英仏通訳も務める。
2016年は引き続きLEXUS TEAM SaRDイメージガールを務める傍ら、スーパー耐久ST-Xクラス「REAF REAL ESTATE KiiVAレースクイーン」を務めた。
2017年からはレースクイーンの仕事から離れ、オートスポーツweb（三栄書房）の三代目ナビゲーターに就任。引き続きモータースポーツ関連の仕事に携わる。
2018年8月、『春過ぎて、アルタイル』で６年振りの舞台出演。
2018年を以って所属事務所イー・スマイルを退所、株式会社ダンドルへ移籍。
2019年8月、初のイメージビデオ『Keep on Loving』をリリース。

## 人物
- 両親がレーシングドライバーだったこともあり、子供の頃からモータースポーツにハマっていたという[5]。
- 中学〜高校時代はフランスに留学。大学ではフランス語を専攻していた。
- フランスの他には、イギリス・ハワイ・セネガルにも留学。
- 鈴鹿サーキットクイーンで共働した田中梨乃は大学の先輩にあたる。

## 受賞歴
- スーパー耐久レースクイーン＆マスコット人気投票企画『ST GIRL 50』2015年間グランプリ（2015年12月4日発表）[8]

## 活動

### テレビ番組
- THE HOUSE（TOKYO MX・2015年10月5日～）
- 志村＆鶴瓶のあぶない交友録（テレビ朝日・2018年1月2日）
- 雨上がりのナニモン!?（関西テレビ・2018年1月27日）

### 舞台
- 春過ぎて、アルタイル（2018年8月21日～26日、浅草九劇）[6]

### リポーター
- オートスポーツWEBナビゲーター（2017年〜2018年）

### CM・広告・WEB
- ココスタ TVCM（2016年）
- 東京バリスタ TVCM（2016年）
- まつげエクステ専門店　EVER EYES＜エバーアイズ＞（2016年〜）
- 株式会社ドウシシャ（2015年〜2016年）
- Yamaha Sea-Style（2015年〜）
- 株式会社スヴェンソン＜SVENSON＞（2016年）
- クラッシュフィーバー（2016年)
- 17Live (2018年)
- KIRIN #カンパイ展 （2018年7月〜）
- D-UP マスカラ＆アイライナー （2018年12月20日〜）

### レースクイーン
- SUPER GTレースクイーン「SARDイメージガール」（2015年・2016年）
- スーパー耐久レースクイーン「SARDイメージガール」（2015年）
- スーパー耐久レースクイーン「RRE KiiVA GIRLS」（2016年）
- FIA 世界耐久選手権「第7戦・富士6時間耐久レース」グリッドセレモニーガール（2016年・2017年・2018年）[9]
- アジアンル・マン・シリーズ イメージガール（2016年12月4日）

### 雑誌
- GooParts 表紙・インタビュー（2016年9月）
- ドンキ本 vol.18 （2016年10月）
- CYC Management Ltd.　第８号 表紙・６面インタビュー（2016年12月号）
- HOT WATER SPORT MAGAZINE 表紙 （2018年9月号 No.180）
- ギャルズパラダイス

### インターネット放送
- 古坂大魔王のカツアゲ!（アメーバスタジオ→AbemaTV） - カツアゲガールズとして不定期出演
- メシテロ嬢（FRESH! by Cyber Agent）
- 人類総美女化プロジェクト 〜やっぱり美女が好き〜（FRESH! by Cyber Agent） - おしゃれガールして不定期出演

### イベント
- 大阪オートメッセ「SUPER GTブース・ステージ」（2014年2月）
- 大阪オートメッセ「Hondaブース」（2014年・2015年）
- 東京オートサロン「SARDブース」（2016年1月）- SARDイメージガール
- 東京ゲームショウ「D3パブリッシャーブース」（2016年9月） -SGZHビリビリガールズ（金崎レイ役[10]）

### その他
- ピザーラクアアイナカップ  - イメージガール「P-girls」（2015年）
- 『ぶっコバナイト2015冬～レースクイーンと朝帰りできるLIVE～』 - ウェイバックマシン（2019年4月15日アーカイブ分）(2015年12月26日)
- BOAT RACE 桐生「赤城雷神杯」イメージガール（2015年[11]・2016年[12]）
- ガールフレンド（仮） - 3年生役 （2016年2月14日）
- ファッションウォーカー　- モデル（2016年）
- AIKEI  「CC WHITE BASE」-パッケージモデル（2016年〜）
- 銀座カラードレス -モデル （2016年〜）
- ユニコーン ツアー2016「第三パラダイス」モデル（2016年）
- EXILE THE SECOND 「YEAH!! YEAH!! YEAH!!」AbemaTV （2016年6月28日）
- FIA 世界耐久選手権「第7戦・富士6時間耐久レース」グリッドセレモニーガール（2016年10月16日・富士スピードウェイ）[9]
- BOAT RACE 鳴門 「ＳＧ第２７回グランドチャンピオン」イメージガール（2017年）
- CASIO プロジェクター　-モデル（2017年4月〜）
- 南青山PICS -モデル （2017年4月〜）
- ルミクス脱毛 -モデル（2017年）
- dazzy store -モデル（2017年7月〜）
- Basis Point -モデル （2018年9月〜）
- ALPINE ボイスタッチ -Response内モデル（2019年3月）

## 作品

### イメージビデオ
- Keep on Loving（2019年8月16日、ラインコミュニケーションズ）[7]